# Chaetophorura simplex
Chaetophorura simplex är en urinsektsart som först beskrevs av Hermann Gisin 1958.  Chaetophorura simplex ingår i släktet Chaetophorura, och familjen blekhoppstjärtar. Arten är reproducerande i Sverige.